# Franc Ravbar
Franc Ravbar-Vitez, slovenski komunist, partizan in narodni heroj, * 2. avgust 1913, Vrhovlje pri Repentaboru, † 13. januar 1943, Loge ob Srednjiški Grapi.

## Življenjepis
Franc Ravbar se je rodil kot prvi od treh otrok očetu litografu, zaposlenemu pri železniški direkciji v Trstu, in mami gospodinji. Med prvo svetovno vojno se je morala družina umakniti v frontno zaledje, se ob zlomu Avstro-Ogrske vrnila, a so se morali že leta 1920 spet umakniti pred Italijani. Nastanili so se v Trzinu, leta 1924 pa se preselili v Podboršt pri Črnučah in tam ostali.
Po končani osnovni šoli na Črnučah se je Franc šel učit za železostrugarja v Strojne tovarne in livarne v Ljubljani, kjer se je srečal s sindikalnim gibanjem pod vodstvom Franca Leskoška-Luke in postal delavski zaupnik. Večkrat je moral menjati zaposlitev, delal pri izsekavanju trase daljnovoda Velenje–Črnuče, v železarni Štore in se končno dobil stalno zaposlitev v tovarni Unitas.
Skupaj z Maksom Pečarjem in drugimi črnuškimi komunisti je aktivno deloval v društvu Svoboda in po njeni razpustitvi v Vzajemnosti. Leta 1936 je bil sprejet v KPJ, leta 1937 postal član rajonskega komiteja KPS Ježica. Bil je organizator partije v ljubljanskih tovarnah in se med drugim udeležil posveta na Vinjah, kjer se je srečal s Titom.
Ob zlomu Kraljevine Jugoslavije je bil v svoji vojaški enoti v Veliki Gorici pri Osijeku. Vrnil se je domov v Ljubljansko Posavje, stanoval pri starših v Podborštu in postal član vojaške komisije okrožnega komiteja KPS za Ljubljano. Po 23. juniju se je ukvarjal z oblikovanjem Rašiške čete, nazadnje pa bil imenovan za komisarja VOS OF v Ljubljani.
Postal je član glavnega poveljstva slovenske partizanske vojske in bil maja 1942 poslan v Obrije ob Savi, kjer naj bi se sestal z Borisom Kraigherjem, da bi uredil neke zadeve glede partizanskih enot. Med racijo pa so Italijani oba zajeli, a ju niso prepoznali (Ravbar je imel legitimacijo na ime Jakob Slapar). Oba so poslali v koncentracijsko taborišče Gonars. Že ob prihodu v taborišče sta Ravbar in Kraigher začela razmišljati o pobegu. Skupaj z najbolj zaupnimi tovariši so začeli kopati rov iz barake, ki je imel izhod v koruzi onkraj bodeče žice. V noči s 30. na 31. avgust 1942 je osem taboriščnikov z njima na čelu uspešno pobegnilo na prostost in se dokopalo do Goriških brd.
Zatem je Franc Ravbar po nalogu Centralnega Komiteja KPS in glavnega poveljstva slovenskih partizanskih čet odšel na Gorenjsko, da bi skupaj z Borisom Kidričem uredil razmere v organizaciji NOB. 26. decembra 1942 je bil imenovan za politkomisarja III. operativne cone.
Med opravljanjem drugih nalog se je na začetku leta 1943 ustavil v bunkerju v Logeh ob Srednjiški Grapi. Z njim so bili komandant Gorenjskega odreda in namestnik komandanta cone Stane Starc - Fazan, sekretar Pokrajinskega Komiteja KPS Jože Sluga - Lenart in dva spremljevalca. 13. januarja 1943 zjutraj je bunker obkolila nemška policija. Pobeg ni bil mogoč. Še preden bi jih Nemci lahko ujeli, je vseh pet storilo samomor. 
Za narodnega heroja so ga proglasili 5. julija 1951.
Po njem so bili poimenovani Osnovna šola v Dolu pri Ljubljani (sedaj OŠ Janka Modra), bivša krajevna skupnost in današnja prostorska enota v Četrtni skupnosti Črnuče ter strelsko in taborniško društvo.